# 狼よさらば
『狼よさらば』（おおかみよさらば、原題：Death Wish）は1974年製作のアメリカ映画。妻子が凶悪犯罪に巻き込まれた男が夜な夜な犯罪者たちを拳銃で処刑していくヴィジランテ・アクション・スリラー映画である。監督はマイケル・ウィナー、脚本をウェンデル・メイズ、主演をチャールズ・ブロンソンが務めた。本作の人気を受けて後に『ロサンゼルス』（1982年）、『スーパー・マグナム』（1985年）、『バトルガンM‐16』（1987年）、『狼よさらば 地獄のリベンジャー』（1994年）と続編が製作され、「Death Wishシリーズ」（または「狼よさらばシリーズ」）と呼ばれる。
ブライアン・ガーフィールドの1972年の同名小説（原題『Death Wish』、日本語題は『狼よさらば Death Wish』）を原作としている。原作共に原題の「Death Wish」は「（自分または相手の）死を望む」の意。
公開当時は、本作は明らかに自警主義を肯定し、犯罪者に対する無制限の処罰を推奨していると批判された。原作は自警主義を批判する内容だったのに対し、映画はこれを肯定したとされている。しかしながら、商業的には大成功を収め、犯罪率が上昇していた1970年代のアメリカの世論の共感を得るものであった。

## あらすじ
成功した建築家で、模範的な市民である中年男性ポール・カージーは最愛の妻ジョアンナとニューヨーク・マンハッタンに住み、仕事も家庭も順風満帆に過ごしていた。ある日のこと、ポールが不在の自宅にて、ジョアンナと婚家から帰省していた娘キャロルは配達員を装ってマンションに侵入した3人組の不良少年に襲われる。家には7ドルしか無かったことに腹を立てた少年たちはキャロルをレイプし、抵抗するジョアンナを激しく殴打して逃亡した。娘婿のジャックからの連絡で病院に急行したポールであったが、ジョアンナは息を引き取り、肉体的には無事であったキャロルもまた事件のショックで重度の精神障害を患う。意気消沈するポールは妻の葬儀後に警察に捜査状況を聞きに行くが、容疑者特定の目処すら立っておらず、担当刑事は凶悪事件が多発するニューヨークでは警察の手が足りていないと弁明する。
夜、自宅で窓の外を眺めたポールは不良少年らが通りの車の窓を割り騒いでいる様子を目撃する。翌日、靴下と小銭で作ったブラックジャックをポケットに忍ばせたポールは夜道を歩いていたところ、自分を襲いに来た強盗を不意打ちで返り討ちにし昏倒させる。帰宅したポールはウィスキーで動揺する精神を落ち着けつつも、奇妙な高揚感を覚えていた。
やがて上司の図らいにより、ポールはアリゾナ州ツーソンへ長期出張に赴く。現地の住宅開発プロジェクトのクライアントで地元の名士であるエイムス・ジェインチルはガンマニアで、かつての西部開拓時代のように自分の家族や財産は自分たちで守るべきだと語り、ポールは感銘を受ける。その後、エイムスに誘われガン・クラブを訪れたポールは見事な射撃の腕前を披露し、彼を驚かせる。ポールは徴兵された朝鮮戦争でも良心的兵役拒否者として衛生部隊に配属されたほどの反戦平和主義者であったが、実は幼少時、猟師であった父親から銃器の扱いの訓練を受けていた。しかし、猟場での事故で父が亡くなると母はポールに2度と銃を使わないと約束させ、その後は武器とは無縁の生活を送っていた。やがて開発交渉は成立し、帰途に就いたポールは空港でエイムスから餞別として包みを手渡された。
マンハッタンに戻ってきたポールであったが、到着早々ジャックからキャロルの精神障害が悪化し、精神病院に入院したことを伝えられる。帰宅したポールは失意のままエイムスからの餞別を開封すると、中にはニッケルメッキされた32口径の回転式拳銃（Colt Police Positive）と弾薬（.32S&Wロング弾）が入っていた。拳銃を懐に忍ばせ夜道を歩くポールは、自分を襲ってきた拳銃強盗を射殺してしまう。自宅へ逃げ帰ったポールはショックの余り激しく嘔吐するが、やがて彼は夜な夜な街を散策し、裕福で無防備に見える自分に襲い掛かる強盗や暴漢たちを次々に拳銃で処刑していく。それに応じてポールの日常生活もかつてのような明るいものへと戻っていく。
ニューヨーク市警のベテラン刑事フランク・オチョア警部は、この連続殺人が復讐目的の自警主義的な犯行であるとすぐに気づく。警察は謎の処刑人を糾弾するが、メディアや市民たちは「幻の狩人」と異名し称賛した。やがてオチョアはポールに辿り着き証拠も見つけるが、検察と署長は彼の活動によって街頭犯罪が約半分にまで減っていることや警察への市民感情の悪化を怖れ、ポールの逮捕状請求を棄却し処刑行為を自主的に引退させるよう命令する。憤慨するオチョアは、匿名の電話でポールに犯行がバレていることを伝え、処刑行為を止めるよう警告するが、その程度では彼が収まらないことも予期していた。
ポールは自宅前で張り込むオチョアを出し抜き、3人組の強盗のうち2人をいつものように鮮やかに返り討ちにするも、1人には逃げられてしまう。追走の末に早撃ち勝負を挑もうとするが、失血により失神している間に強盗を取り逃がす。現場に到着したオチョアはポールと彼の拳銃を発見した若いライリー巡査に見たことをすべて忘れるよう命令し、ポールを病院へと移送する。病室でオチョアは敗北感に苛まれながらも彼の罪を見逃し、ニューヨークから去るよう命じる。「幻の狩人」が捕まったかと病院に駆けつけた報道陣にオチョアは、彼は強盗事件の被害者であると説明した。
後日、ポールは転職してニューヨークを離れ、シカゴ・ユニオン駅に到着した。新しい会社の代表者が出迎える中、ポールは駅構内で若い女性に嫌がらせをするチンピラの集団に遭遇する。女性に手をさしのべるポールを挑発するチンピラたちに、ポールは指鉄砲を向けて不気味な笑顔を投げ掛けるのだった。

## 登場人物
ポール・カージー
演 - チャールズ・ブロンソン
大手の土地開発会社に勤める建築家。朝鮮戦争で徴兵されたことがあり医療班の士官だった。父親は猟師でそれが縁で銃に詳しく手馴れてもいる。妻と娘が強盗事件の被害者になり、意気消沈していたが諸事情から持っていた銃で無法者たちを殺害するようになり、メディアからは「幻の狩人」と呼ばれるようになる。遠くにいる人間も撃ち抜くなど射撃能力は高い。
ジョアンナ・カージー
演 - ホープ・ラング
ポールの妻。大きい娘がいる年齢だが年を感じさせない美女。家宅侵入した強盗たちに暴行を受けて殺害される。
フランク・オチョア
演 - ヴィンセント・ガーディニア
警部。
ジャック・トビー
演 - スティーヴン・キーツ
ポールの娘婿。ポールとの仲は悪くなかったが事件のショックを受けたキャロルの容態に関わることで関係がぎくしゃくしてしまう。
サム・クロイツェル
演 - ウィリアム・レッドフィールド
ポールの同僚。
キャロル・トビー
演 - キャスリーン・トーラン
ポールとジョアンナの娘。ショッピングで居合わせた男たちに付け狙われ、家宅侵入した強盗たちに暴行を受けて重体になり心が壊れてしまう。次第に衰弱し、入院してしまう。
エイムス・ジェインチル
演 - スチュアート・マーゴリン
住宅開発プロジェクトのクライアント。名士。少々、オネエが混ざっている。
ハンク
演 - ジャック・ウォレス
警察関係者。
ドライヤー
演 - スティーヴン・エリオット
ポリスコミッショナー。
ブリッグス
演 - エドワード・グローバー
警部補。
ジョウ・チャールズ
演 - エドワード・グローバー
21分署の巡査。
ジョージ・ジョーダン
保安主任。
トーマス
ポールが初めて射殺した男。

## キャスト
| 役名                   | 俳優                         | 日本語吹替                                                                   |
| 役名                   | 俳優                         | テレビ朝日版                                                                 |
| ---------------------- | ---------------------------- | ---------------------------------------------------------------------------- |
| ポール・カージー       | チャールズ・ブロンソン       | 大塚周夫                                                                     |
| ジョアンナ・カージー   | ホープ・ラング               | 中西妙子                                                                     |
| フランク・オチョア警部 | ヴィンセント・ガーディニア   | 田中明夫                                                                     |
| ジャック・トビー       | スティーヴン・キーツ         | 徳丸完                                                                       |
| サム・クロイツェル     | ウィリアム・レッドフィールド | 寺島幹夫                                                                     |
| キャロル・トビー       | キャスリーン・トーラン       | 有馬瑞子                                                                     |
| エイムス・ジェインチル | スチュアート・マーゴリン     | 家弓家正                                                                     |
| ハンク                 | ジャック・ウォレス           | 青野武                                                                       |
| ポリスコミッショナー   | スティーヴン・エリオット     | 藤本譲                                                                       |
| 常務                   | クリス・ガンペル             | 上田敏也                                                                     |
| ブリッグス警部補       | エドワード・グローバー       | 緑川稔                                                                       |
| 強盗                   | ジェフ・ゴールドブラム       | 玄田哲章                                                                     |
| 不明 その他            |                              | 増岡弘 龍田直樹 宮村義人 北村弘一 幹本雄之 鳳芳野 小林由利 平林尚三 山本敏之 |
|                        |                              |                                                                              |
| 演出                   | 演出                         | 小林守夫                                                                     |
| 翻訳                   | 翻訳                         | 飯嶋永昭                                                                     |
| 効果                   | 効果                         | 遠藤堯雄/桜井俊哉                                                            |
| 調整                   | 調整                         | 前田仁信                                                                     |
| 制作                   | 制作                         | 東北新社                                                                     |
| 解説                   | 解説                         | 淀川長治                                                                     |
| 初回放送               | 初回放送                     | 1980年6月29日 『日曜洋画劇場』                                               |

- テレビ放映初回時はノーカットで放映されていたがDVDには一部音声差替えの吹替版が収録されている。なおスター・チャンネルではオリジナルの初回音源で放映され、BDでも初回音源が収録された。

上記以外にも端役として、後に有名となる無名時代の俳優たちなどが多く出演している。性格俳優のロバート・ミアノは強盗役として出演している。またジョン・ハーツフェルドは地下鉄でポールが読んでいる新聞を切る強盗を演じた。後にテレビ番組で共演もしたローレンス・ヒルトン・ジェイコブスは、終盤のセントラル・パークの強盗として大きな役割を果たした。長らくデンゼル・ワシントンは路地裏の強盗役と出演し、俳優デビューしたとされていたとされていたが、ワシントンは事実ではないと否定している。女優のヘレン・マーティンは、強盗に反撃する被害者役として登場している。クリストファー・ゲストは終盤でポールの銃を発見した若い警官役である。捜査会議の場で台詞がある女性警官はオリンピア・デュカキスであった。ソニア・マンザーノは序盤のノンクレジットのレジ係役として登場していた。また、映画序盤でカージー家を襲う3人組の強盗中の奇人はジェフ・ゴールドブラムであり、本作は彼の俳優デビュー作であった。

## 日本語字幕
野中重雄

## 製作
ブライアン・ガーフィールドの1972年の同名小説（原題『Death Wish』、日本語題は『狼よさらば Death Wish』）を原作としている。ガーフィールドは自身の経験（妻の財布が盗まれた一件と、車が破壊された一件）をきっかけとして自警主義をテーマとして扱うようになった。当初は、それに責任のある「クソ野郎（the son of a bitch）」を殺すことができるというものであったが、後にこれは原始的な考えで、軽率な発想だとみなした。そして、怒りによってそのような思考に陥り、そこから抜け出すことができない男を主人公とした作品を書くことを決めた。オリジナルの小説は好評を博したが、ベストセラーには至らなかった。ガーフィールドは自分に唯一声を掛けてきた映画プロデューサーのハル・ランダースとボビー・ロバーツに『Death Wish』『Relentless』の映像化権を売却した。彼らは2作品のうち、片方の映画化の脚本を書く機会を与えられ、当初『Relentless』を選んだ。これは『Relentless』の方が映画化するのに単純に簡単だと思われたためであった。
その後、『Death Wish』の映画化のため、ウェンデル・メイズが脚本家として雇われた。彼は原作の基本的な構造と哲学的な対話の多くを脚本に反映した。また、刑事役のフランク・オチョアを主要キャラクターにするのは彼のアイデアだった。初期脚本の草稿は、結末が完成版とは異なっており、その中の1つはガーフィールドのアイデアを踏襲するものであった。主人公は家族を襲った3人の凶悪犯に立ち向かい、返り討ちにあって死んでしまう。オチョアは死んだ主人公の武器を発見し、彼の足跡を継ぐことを考える。あるいは、別脚本では主人公が負傷して病院に運ばれるが、結末は不明のまま終わる。オチョアは武器を見つけるが、それをどうすべきか悩み、その決断もまた曖昧なままである。
元はシドニー・ルメットが監督し、ポールをジャック・レモンが、オチョアをヘンリー・フォンダが演じる予定であった。しかし、ルメットは『セルピコ』の監督のため、本作から降板し、別の監督を捜す必要が出てきた。その中には、フォンダをポール役にしたかったピーター・メダックを含め、何名かの監督が検討されたが、最終的にユナイテッド・アーティスツはマイケル・ウィナーを抜擢した。これは彼の気骨ある暴力的なアクション映画の実績によるものであり、具体的には『メカニック』（1972年）、『スコルピオ』（1973年）、『シンジケート』（1973年）などが評価された。
本作の物議を醸すであろうテーマと主人公役に誰をキャスティングするかの難しさが認識されていたため、他のスタジオからは拒絶されてしまった。ウィナーはチャールズ・ブロンソンを起用しようとしたが、これには2つの問題があった。1つはブロンソンの代理人ポール・コーナーが、この映画は危険なメッセージを伝えると考えていたこと、もう1つは脚本が原作に従って主人公を大人しい会計士としていたことで、これはブロンソンのイメージには合わないことであった。後にブロンソンは「本当にミスキャストだった」と語り、「ダスティン・ホフマンか、弱いタイプの男を演じる人の方が良いテーマだった。その時はそう言ったんだ」と述べている。
予算の制約からプロデューサーのランダースとロバーツは権利を手放さざるを得なくなったため、ユナイテッド・アーティスツはプロジェクトを取り下げてしまった。当初のプロデューサーは、イタリア出身で映画界の巨匠ディノ・デ・ラウレンティスに交代した。ラウレンティスは、チャールズ・ブルーホーンを説得し、パラマウント映画に企画を持ち込んだ。パラマウントがアメリカ国内での映画配給権を、コロンビア ピクチャーズがアメリカ国外での配給権を獲得した。ラウレンティスは配給権を前売りすることで300万ドルの予算を調達した。
予算の確保と共に、脚本の修正のため、ジェラルド・ウィルソン（Gerald Wilson）が雇われた。彼の最初の仕事は、ブロンソンに相応しいように主人公の役柄を変えることであり、名前は原作の「ポール・ベンジャミン」から「ポール・カージー」となり、仕事は会計士から建築家となった。また、その経歴は第二次世界大戦の退役軍人から朝鮮戦争の退役軍人に変更された。また、当時、戦闘任務に就かなかった理由も、陸軍の主計から良心的兵役拒否者に変わった。また、メイズの脚本からはいくつかの小さなエピソードが不要とされ削除された。
ウィナー自身もまたいくつか脚本の修正を求めた。小説にも原案脚本にも、主人公と妻の関係を描くシーンはなかった。ウィナーは幸せな関係を描いたプロローグを入れることを決め、本作は序盤にカージー夫妻がハワイで休暇を過ごすシーンが描かれた。また、初期草稿では主人公は西部劇『真昼の決闘』（1952年）の戦闘シーンを見て影響を受ける形であったが、ウィナーはアリゾナ州ツーソンで行われている西部劇の再現での戦闘シーンを含む、より巧妙なシーンに置き換えた。最終的な脚本では主人公はしばしば西部劇のようなセリフを話すようになった。例えば最後の戦闘シーンでは主人公は怯んだ武装強盗に対し、「銃を構えろ（fill your hand）」と自分に挑むように言う（これは西部劇の代名詞であるジョン・ウェインが、1969年の『勇気ある追跡』のクライマックスにて状況及び敵に言い放つセリフと同じである）。また、最後にオチョアが町を出るように言うシーンでは、ポールは「日没までに出なくちゃならないのか？」と尋ねる。その他には地下鉄の駅での殺人はメイズの脚本では画面外で間接的に描写されることになっていたが、ウィナーは直接的な残忍なシーンに変えることにした。
映画の撮影場所をめぐっては些細な対立が起こった。ブロンソンはロサンゼルスのベルエアにいる家族と会えるように、カルフォルニアを拠点としたロケ地を希望していたが、ウィナーはニューヨークを希望し、ラウレンティスはそれを支持した。このため最終的にブロンソンが折れた。本作は1973年から1974年にかけての冬にニューヨークにて撮影された。封切りは7月24日にニューヨークのロウズ・シアターにて行われた。

## 評価
『狼よさらば』は自警主義（ヴィジランティズム）を支持する内容であったため、公開当時から賛否両論があった。しかし、どのような形であれアメリカの観客たちに影響を与え、横行する凶悪犯罪にどう対応すべきかの議論を活発化させた。本作の生々しい暴力表現、特にポール・カージーの娘のレイプシーンや、彼の計画的な殺人シーンは、エクスプロイテーション映画のようであったが、都市部の犯罪率が上昇していた当時のアメリカの雰囲気の中では現実的な描写であるとみなされていた。
多くの批評家たちは、「社会に対する不道徳的な驚異」、「反社会的行動を助長するもの」としてこの映画に不快感を示した。ニューヨーク・タイムズ紙のヴィンセント・キャンビーは最も率直に批判した1人で、2つの大きな記事で本作を批難した。ロジャー・イーバートは4つ星のうち3つ星を与え、ウィナー監督による演出の「クールな正確さ」を賞賛しつつも、本作のテーマには不同意を示した。ジーン・シスケルは4つ星のうち2つ星を与え、その構成について以下のように書いた。「信憑性に考慮して作られていない。本作の目的は復讐の正当性にもっともらしい理由付けを行い、そしてその不条理に気づく時間がないほど話を次々と進ませている」。ロサンゼルス・タイムズ紙のチャールズ・チャンプリンは、「この映画は卑劣である…… 下劣で扇動的な内容であり、野蛮な感情と反理性を惹き付けさせる」と書いた。ワシントン・ポスト紙のゲイリー・アーノルド（Gary Arnold ）は、「鬱血するほど短絡的な内容だ。都会でおこる暴力への賢明な洞察はただの1つしかない。ブロンソンが獲物を探して犯罪に満ちたニューヨークの通りを歩くと次々と殺人が起こっていく」と評した。『The Monthly Film Bulletin』誌のクライド・ジーボンズは、「表面的にはバッド・ベティカーの復讐もの西部劇とそうかけ離れたものではない。一方では、言うまでもなくマイケル・ウィナーにはベティカーのような寓話のセンスや、あるいは良き伝説（folk-mythology）を構成する才能に欠け、現実味のある（three-dimensional）悪役を好むということもない」と書いた。
原作者のガーフィールドは原作のテーマとは正反対に自警主義を支持するような本作に不満を持ち、扇動的と呼び、本作及びその続編はすべて無意味で腐っていると述べている。本作の人気を受けて、ガーフィールドはこの1年後に明確に自警主義を否定するテーマの続編『Death Sentence』を書いた。主演のブロンソンは本作を擁護し、本作は暴力について解説し、これを批判することを意図したものであって、暴力をロマンチックに表現したものではないと主張した。
Rotten Tomatoesでは、27人の批評家からのレビューに基づいて67％の支持率を得ている。

### 受賞歴
- アメリカン・フィルム・インスティチュート
  - 2001年: スリルを感じる映画ベスト100 – ノミネート[19]
  - 2003年: アメリカ映画100年のヒーローと悪役ベスト100 - ポール・カージーがヒーローにノミネート[20]

## 影響
当時53歳で、ヨーロッパやアジアでは『大脱走』の俳優として知られていたブロンソンにとって本作が分水嶺となった。アメリカ映画界のアイコンとして、以後20年以上、絶大な人気を誇った。
- 同時期の『ダーティー・ハリー』と共にヴィジランテ映画（自警団映画）の嚆矢とされ、以降、司法に失望した主人公が自らの手で悪人に報復する、というこの映画ジャンルが誕生した草分けとなった。
- 『ザ・シンプソンズ』のエピソード『A Star Is Burns』
- 『アメリカン・ダッド』のエピソード『The One That Got Away』
- 2006年の三池崇史の『太陽の傷』は娘を殺された父親が復讐する作品であり、哀川翔が務める主人公の職業はポール・カージーと同じ建築設計士である。
- 2019年の国連総会においてパキスタン首相のイムラン・カーンはカシミール紛争に関してインドが同地方の自治権を取り上げたことを批判するなかで、本作に言及している。